# Schoolcraft, Michigan
Schoolcraft är en ort (village) i Kalamazoo County i Michigan. Orten har fått sitt namn efter geologen Henry R. Schoolcraft på förslag av hans vän Lucius Lyon. Vid 2010 års folkräkning hade Schoolcraft 1 525 invånare.